# Reichserntedankfest

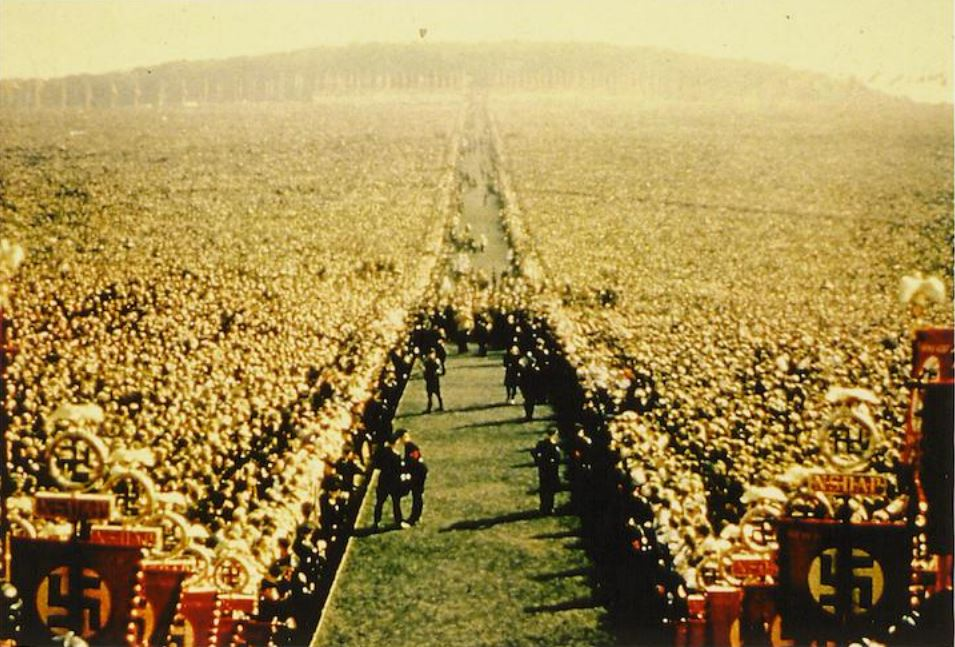
Das erste Reichserntedankfest von 1933, Blick von der Rednertribüne hoch zum Bückeberg mit Adolf Hitler und Tross in der Bildmitte

Das Reichserntedankfest, umgangssprachlich auch Bückebergfest genannt, fand auf dem etwa fünf Kilometer südlich von Hameln gelegenen Bückeberg bei Hagenohsen in den Jahren von 1933 bis 1937, jeweils am ersten Sonntag nach dem Michaelistag (29. September), statt. Neben dem Reichsparteitag in Nürnberg und der Feier zum 1. Mai (Nationaler Feiertag des deutschen Volkes) in Berlin war es die größte Massenveranstaltung der NSDAP.
Das Reichserntedankfestgelände war eine künstlich abgeflachte Rasenfläche am Nordhang des Bückeberges von etwa 600 mal 300 Metern. An den Reichserntedankfesten nahmen zuletzt über eine Million Menschen aus dem ganzen Deutschen Reich teil. Obwohl das Fest für die Bauernschaft konzipiert wurde, waren zur Teilnahme vor allem Beamte und NSDAP-Mitglieder verpflichtet worden. Prominente Teilnehmer waren führende Nationalsozialisten wie Adolf Hitler, Joseph Goebbels und Reichsbauernführer Walther Darré. Im Vorfeld des Reichserntedankfestes fand in Goslar der Reichsbauerntag statt, eine interne Veranstaltung des Reichsbauernrates.

## Gesellschaftlicher Stellenwert der Landwirtschaft
Die Landwirtschaft in Deutschland war im internationalen Vergleich wenig leistungsfähig. Agrarreformerische Maßnahmen während der Weimarer Republik hatten nicht den erhofften Erfolg. Zu Beginn der NS-Zeit 1933 war nur bei wenigen Nahrungsmitteln eine gänzliche Versorgung der Bevölkerung aus dem Inland möglich. 1937 waren noch 29 Prozent der Beschäftigten in Deutschland, 9.388.000 Menschen, in der Landwirtschaft tätig. Innerhalb der Bauernschaft und ihrer Organisationen hatte die NSDAP 1930–1932 insbesondere in Norddeutschland starken Rückhalt gewonnen.

## Veranstaltungsgelände

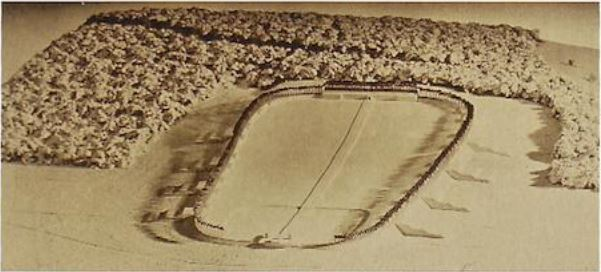
Modell des Festgeländes von 1934

Das Reichspropagandaministerium beauftragte den Architekten Albert Speer mit der Ausgestaltung des Veranstaltungsgeländes. Er sollte einen Platz für „ein bäuerliches Volksfest bisher ungeahnten Ausmaßes in der freien Natur“ gestalten. Als künftiger Ort für den Festplatz standen neben Hameln Gegenden um die Städte Hoya und Bückeburg zur Auswahl. Eine Kommission des Reichspropagandaministeriums entschied sich für Hameln und begründete dies ideologisch mit „ureigenstem deutschen Boden“ und „germanischem Kerngebiet“. Die tatsächlichen Gründe waren eher praktischer Natur und bestanden in günstigen Bahnverbindungen für die An- und Abreise sowie der Hanglage mit Theatercharakter. Zudem war das Gelände in staatlichem Besitz.
Der Festplatz war ein 18 Hektar großes Wiesenareal in ovaler Form, der von Fahnenmasten mit Hakenkreuzfahnen umgeben war. Mittig war er von einem 800 Meter langen und erhöhten Mittelweg durchzogen, der als „Führerweg“ bezeichnet wurde. Am unteren Ende des Weges stand die 40 Meter breite pyramidenähnliche Rednertribüne, am oberen Ende die etwa 100 Meter breite, 3000 Personen fassende Ehrentribüne.
Die Gestaltung des Festplatzes begann 1933 mit dem Planieren des Berges und dem Einbringen von Installationen, wie Leitungen und Beleuchtung. Bis 1937 setzten sich die Arbeiten mit Erweiterungen und Einebnungen des Geländes kontinuierlich fort. Ausgeführt wurden sie von mehreren hundert Männern des Reichsarbeitsdienstes, die in Barackenlagern im Wald des Bückeberges untergebracht waren.

## Ideologie
Adolf Hitler verfügte 1933, dass das Erntedankfest zentral am ersten Sonntag im Oktober gefeiert werden sollte. Der Erntedanktag, der erste Sonntag nach dem 29. September (Michaelis), galt seit der Bekanntgabe im Reichsgesetzblatt (28. Februar 1934) als einer der höchsten nationalen Feiertage des NS-Staates. Hier sollte, besonders auf der Grundlage der Blut-und-Boden-Ideologie, die Bedeutung des Bauernstandes für das Reich hervorgehoben werden.
Die im ländlichen Raum verankerte christliche Tradition des Erntedankfestes erfuhr durch das Reichserntedankfest eine Umformung und Instrumentalisierung durch das NS-Regime. Der Nationalsozialismus verstand das Erntedankfest als ein Fest, begründet auf der Verehrung des germanischen Gottes Wotan.
Im Gegensatz zum 1. Mai 1933, an dem aus dem traditionellen Tag der Arbeiterbewegung der Tag der nationalen Arbeit wurde und am Folgetag SA und SS gewaltsam Gewerkschaftshäuser besetzten und ihre Funktionäre verhafteten, wählten die Nationalsozialisten bei der Bauernschaft, deren Organisationen bereits im Reichsnährstand gleichgeschaltet waren, den Weg der Verführung und der Manipulation. Die gigantisch angelegten Reichserntedankfeste sollten die Landbevölkerung idealistisch und emotional an das Regime binden und sind so als ein Teil des Prozesses der Machtübernahme anzusehen.
Das evangelische Landeskirchenamt Hannover setzte dieser Vereinnahmung des kirchlichen Erntedankfestes durch die Nationalsozialisten nichts entgegen, im Gegenteil – in seinem Aufruf zum Erntedankfest im Jahre 1933 hieß es:

„Diese Feier des Dankes gegen den Schöpfer gibt der Kirche Gelegenheit zum Hinweis auf den Gehorsam gegen die göttliche Schöpfungsordnung, wie er uns besonders durch die Gedankenwelt des Nationalsozialismus in neuer Klarheit nahegebracht ist.“

## Vorbereitende Werbung
Die Durchführung der Reichserntedankfeste hatte das Reichspropagandaministerium unter Joseph Goebbels inne. Das Konzept des Ministeriums beinhaltete neben den Plänen zur Gestaltung des Festplatzes und zum Ablauf der Großveranstaltung auch einen vorgeschalteten Werbefeldzug mit Broschüren, Plakaten und Filmen. Presse und Rundfunk waren ebenso eingebunden wie andere Ministerien und Organisationen, insbesondere der Reichsnährstand, Bund Deutscher Mädel (BDM) und Reichsarbeitsdienst. Das Ziel, die Landbevölkerung in großer Zahl zur Teilnahme am Reichserntedankfest zu bewegen, wurde durch drei aufeinander folgende Propagandawellen erreicht, die man jeweils unter ein aussagekräftiges Motto stellte. 1935 waren dies in der ersten Phase ab Juni unter Bezug auf den Volksgemeinschafts-Gedanken „Stadt und Land – Hand in Hand“, in der zweiten Phase ab August „Unser Brot aus eigener Scholle“, was auf die angestrebte Autarkie der Versorgung anspielte, und in der dritten Phase ab September „Unterm Erntekranz“ als Assoziation zum ursprünglichen christlichen Anlass.

## An- und Abreiselogistik

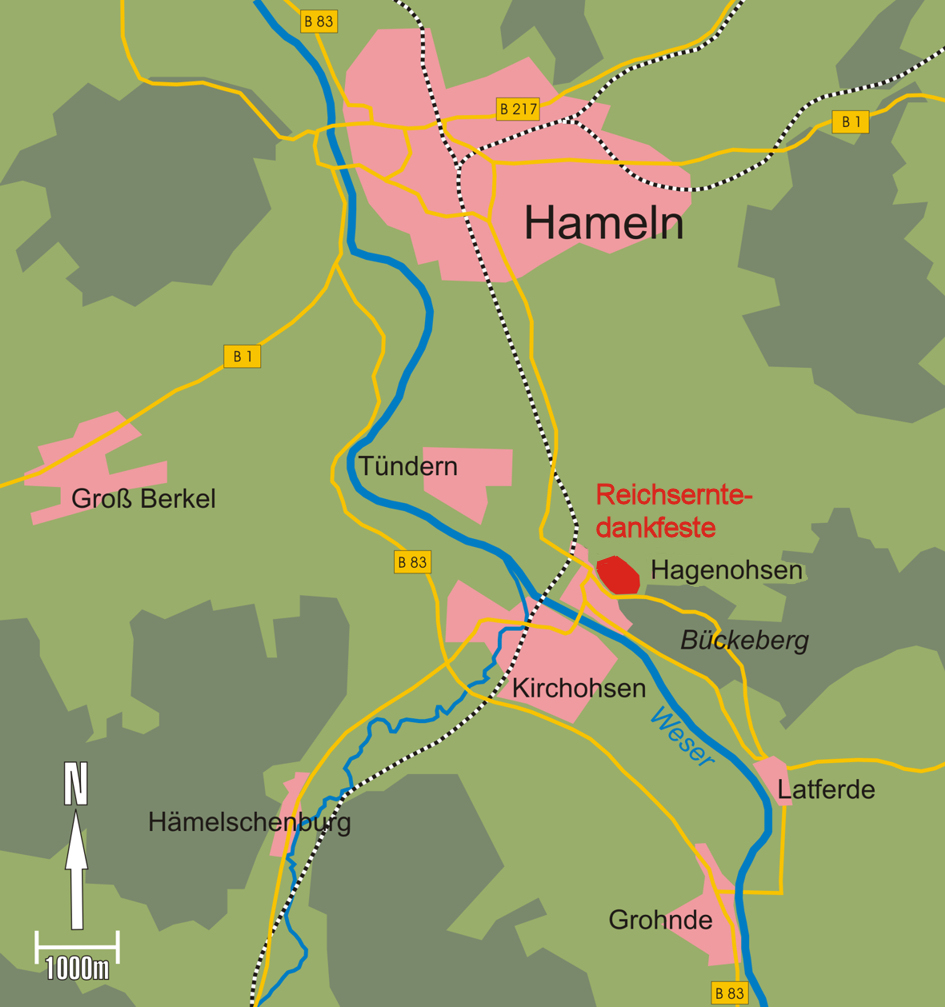
Lage des Reichserntedank-Festplatzes bei Hameln mit den damaligen An- und Abreisewegen (Straße, Schiene, Fluss)

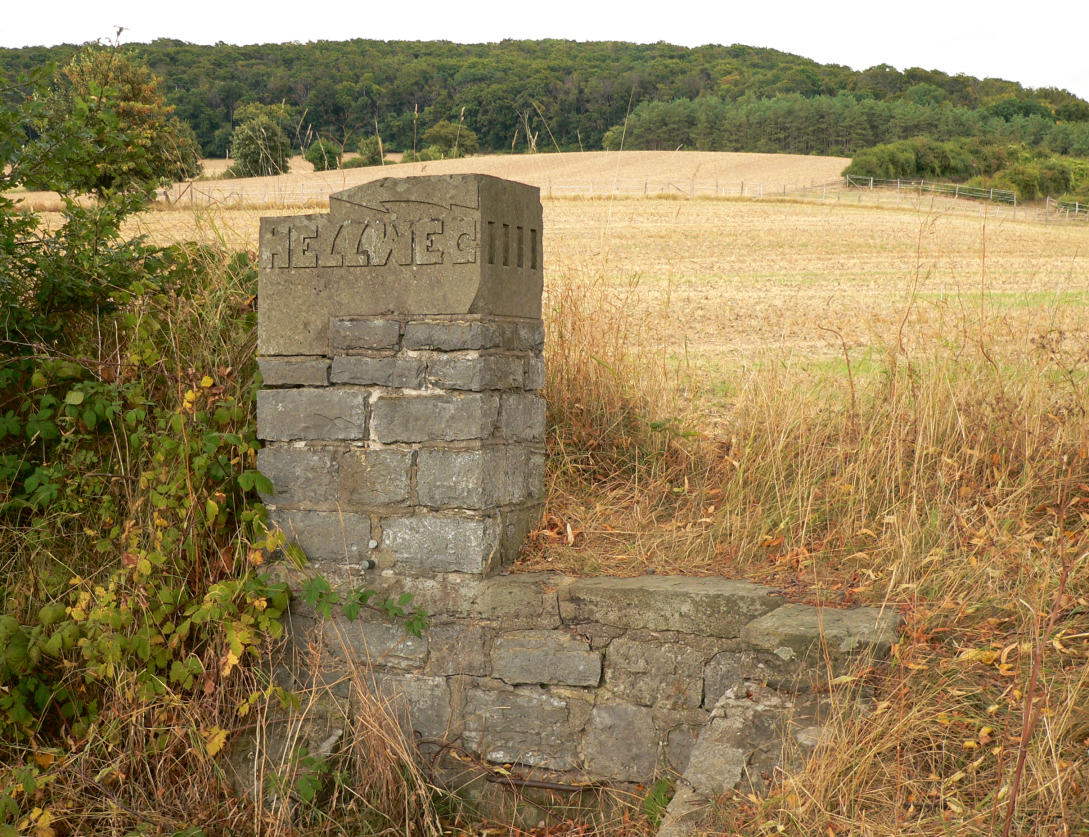
Der in Sandstein gemeißelte Hinweis Hellweg an der Straße von Latferde über den Bückeberg zum Festgelände

Für die An- und Abreise wurden bis zu 215 Sonderzüge mit mindestens 1000 Menschen pro Zug eingesetzt, die den Hamelner Bahnhof oder einen der acht weiteren Haltepunkte in der Umgebung des Bückebergs anfuhren, so Hameln-Tündern. In den letzten Stunden vor Festbeginn hielten die Züge im Zweiminutentakt am Hamelner Bahnhof. Besucher aus ganz Deutschland reisten an, von denen die meisten aus einem Umkreis von etwa 100 km kamen. Einige Teilnehmer nahmen eine Fahrtzeit von 30 Stunden in Kauf.
Für die mit Bussen, Kraftwagen und Pferdegespannen Anreisenden waren abgeerntete Felder in der Umgebung des Bückebergs als Großparkplätze hergerichtet. Für die Fahrzeuge der 3000 Ehrengäste standen jeweils Parkplätze unmittelbar an der Ehren- und Rednertribüne zur Verfügung. Viele Teilnehmer reisten mit Weserschiffen an, für die eigens Anlegestellen geschaffen wurden. Pioniere schlugen, zusätzlich zur festen Weserbrücke zwischen Kirchohsen und Hagenohsen, mehrere Pontonbrücken über den Strom. Schmale Zufahrtsstraßen waren als „Aufmarschwege“ extra verbreitert worden, so zum Beispiel die Reichsstraße durch das Tal der Emmer zwischen Hämelschenburg und Kirchohsen.
Die Nationalsozialisten waren bestrebt, die großen Aufmarschplätze des NS-Regimes für die An- und Abreise der Besuchermassen durch Autobahnen zu erschließen. 1938 bestanden Planungen, den Bückeberg als Südspange an die Reichsautobahn Dortmund-Hannover-Berlin, die heutige Bundesautobahn 2, anzuschließen. Die Strecke sollte von Westen durch das Tal der Humme führen, wurde aber kriegsbedingt nicht realisiert.
Die Teilnehmer, die übernachteten, fanden Quartier in Hameln oder in riesigen Zeltlagern rund um den Bückeberg. Alle Besucher wurden am Veranstaltungstag bei ihrer Ankunft an den Bahnstationen und Schiffsanlegern über Lautsprecher begrüßt und zu Sammelplätzen geleitet, von wo aus sie den teilweise weiten Weg zum Festplatz gemeinsam antraten.
Obwohl das Reichserntedankfest ein Fest des Bauernstandes sein sollte, waren Bauern zahlenmäßig in der Minderheit. Um dies zu kaschieren, waren Trachtengruppen optisch überrepräsentiert. Ein Großteil der Besucher stammte aus Städten, wie Hannover, Braunschweig, Minden und Herford. Einen relativ großen Anteil am Publikum hatten Frauen und Kinder, die ausdrücklich zur Teilnahme aufgefordert waren. Dadurch unterschied sich das Reichserntedankfest von anderen NS-Massenveranstaltungen, bei denen Männer dominierten.

## Hitlers Propagandafahrt durch Hameln
1933 bis 1935 wählte Hitler zur Anreise den Luftweg von Berlin nach Hannover. 1933 nahm er dann zunächst an der Versammlung des Reichsnährstands in Goslar teil, um dann im Triumphzug in offenem Pkw über Hameln zum Bückeberg zu fahren. 1934 und 1935 gelangte er von Hannover aus direkt nach Hameln, wiederum triumphmäßig in offenem Pkw, und erst nach Abschluss des Reichserntedankfestes nach Goslar, das mittlerweile zur Reichsbauernstadt erhoben worden war. Die Fahrten durch das damals 28.000 Einwohner zählende Hameln wurden von der dortigen Verwaltung gründlich vorbereitet. Die Aufforderung an die Hamelner Bürger durch Oberbürgermeister Detlef Schmidt und Kreisleiter Ahlswede lautete:

„Zum Empfang muss ein nie da gewesener Schmuck die Häuser der Straßen der Stadt zieren. Es steht nunmehr bestimmt fest, daß der Führer auf seiner Fahrt zum Bückeberge folgende Straßen der Stadt berühren wird: Rohrsen, Morgensternstraße, Deisterstraße, Osterstraße, Bäckerstraße, Mühlenstraße, Hafenstraße, Ohsener Straße usw. Hamelenser, seid euch dieser Ehre bewusst. Es ist eine Selbstverständlichkeit, daß nunmehr sofort jedes Haus mit Girlanden und Kränzen, mit Hakenkreuzfahnen und Hoheitsabzeichen geschmückt wird. Bringe jeder seine Verehrung zum Führer dadurch zum Ausdruck, daß er mit dazu beiträgt, seinem Haus einen unübertrefflichen Schmuck zu geben. Wir erwarten, daß sich niemand ausschließt. Hameln muss am Sonntag einen Festschmuck aufweisen, der bislang in keiner Stadt erreicht worden ist. Wir Niedersachsen wissen, was wir unserem Führer schuldig sind.“

Die Stadt stellte kostenlos 1000 Wagenladungen Birkengrün zur Ausschmückung der Häuser zur Verfügung. Auf dem Bahnhofsvorplatz war eine riesige Erntekrone aufgehängt mit dem umlaufenden Schriftzug „Der deutsche Bauer – Deutschlands Stärke – Dem Volke Brot – Dem Führer Treue“. Transparente waren über die Straßen der Stadt gespannt mit den Aufschriften „Das Bauerntum ist der Lebensquell des deutschen Volkes!“, „Ein starkes Bauerngeschlecht – durch das neue Erbhofrecht!“, „Die schwielige Bauernhand – schafft Brot für jeden Stand!“, „Spendet für das Winterhilfswerk des deutschen Volkes!“ und „Stadt und Land – Hand in Hand!“
Ab 1936 benutzte Hitler zur An- und Abreise seinen Sonderzug, der direkt in Hagenohsen hielt. Damit entfiel die Pkw-Triumphfahrt nach und durch Hameln, was auf den Unbill der Stadtoberen stieß.

## Ablauf der Reichserntedankfeste

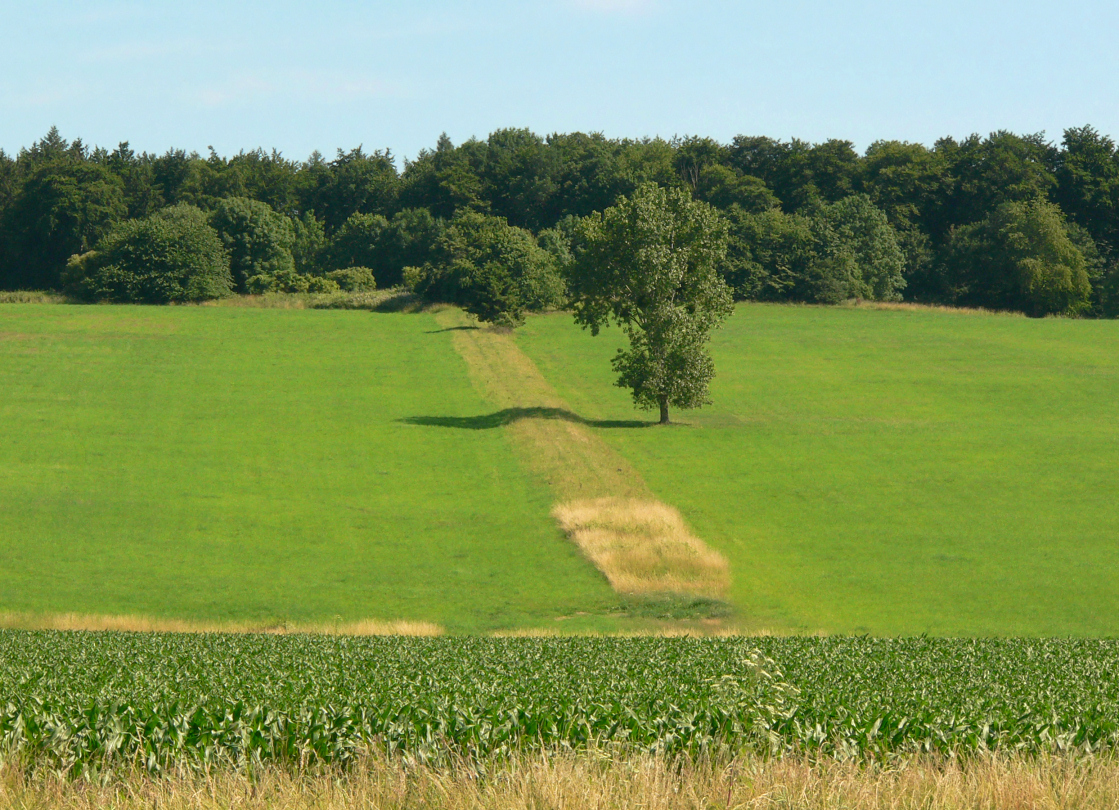
Der Mittelweg heute

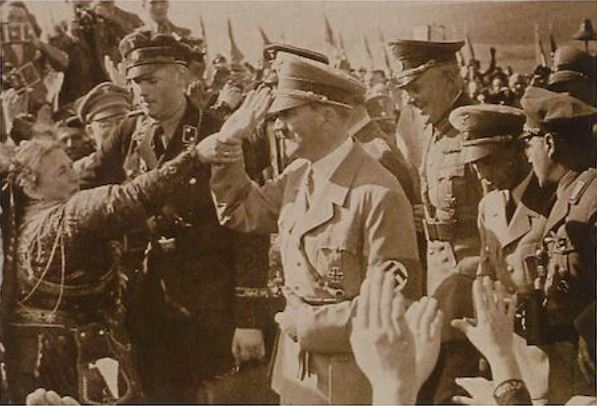
Adolf Hitler in der Menge

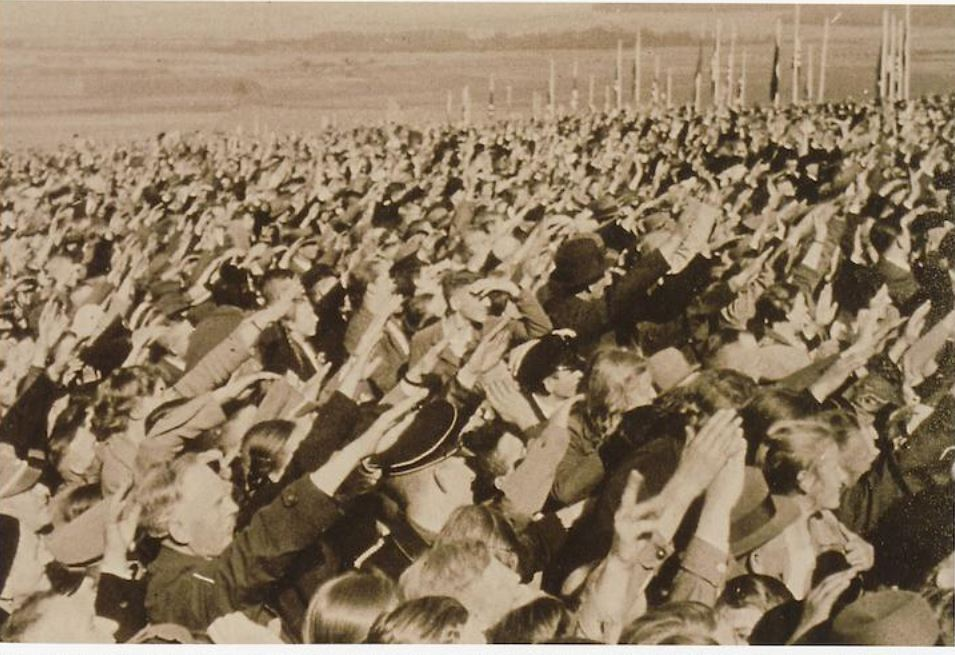
Entbieten des Hitlergrußes durch die Festteilnehmer

Am Morgen des Reichserntedankfestes schwebten über dem Gelände Fesselballone der Wehrmacht, um den Besuchern den Weg zu weisen. Sie gelangten auf breiten Straßen zum Festplatz, der von Fahnen umstanden war. Von dem an der Weser liegenden Ort Hagenohsen führte ein Treppenweg hoch zum Festgelände, auf dem die Besucher zu sechst nebeneinander im Gleichschritt hinaufmarschierten. Nach dem Vorprogramm mit Trachtengruppen und Formationen der SA und des Reichsarbeitsdienstes schritt die Prominenz des NS-Staates mit zahlreichen Mitgliedern des Diplomatischen Korps den dammartig erhöhten Mittelweg zur Ehrentribüne hinauf.
Erst nach einer Weile erschien Hitler und wurde mit 21 Schuss Salut begrüßt. Dann schritt er die Ehrenkompanie der Reichswehr ab, ging inmitten der begeisterten Menge unter den Klängen des Badenweiler-Marsches langsam (1933: 45 Minuten) den 800 Meter langen Mittelweg, der als „Führerweg“ bezeichnet wurde, zur Ehrentribüne hinauf. Dort wurde er bei Fanfarenklängen und mit einer kurzen Begrüßungsrede durch Joseph Goebbels empfangen, und eine Bauersfrau überreichte Hitler die geschmückte Erntekrone mit den Worten:
Mein Führer! Sie schützen mit starker Hand

unser Land, unser Volk, unseren Stand!

Als unseres Dankes bescheidenes Zeichen

wir Ihnen die Erntekrone reichen.
Danach ging Adolf Hitler zusammen mit den Reichsministern den Mittelweg wieder hinunter zur Rednertribüne. Das Abschreiten des Mittelwegs war zentraler Programmpunkt des Reichserntedankfestes, offiziell als Weg durch das Volk bezeichnet. Am Weg stand hinter einer Absperrkette der SS dicht gedrängt die begeisterte Menge der
Festteilnehmer. Einzelne durchgeschlüpfte Zuschauer durften sich Hitler nähern und ihn berühren. Bei keiner anderen NS-Massenveranstaltung gab es eine derartige körperliche Nähe zwischen „Führer“ und „Volk“.
Angelangt an der Rednertribüne am Fuße des Berges hielten Hitler und der Reichsbauernführer Darré inmitten von Fahnen der SA, der SS und des Reichsarbeitsdienstes je dreißigminütige Reden, die Höhepunkt und Ende des Reichserntedankfestes sein sollten. Schließlich folgte die erste Strophe des Deutschlandlieds und das Horst-Wessel-Lied. Ein Großfeuerwerk beendete das Fest.
Im Jahre 1933 war der Beginn des offiziellen Festteils noch auf 19 Uhr festgelegt, was allerdings beim Abmarsch der Menschenmassen in der hereinbrechenden Dunkelheit zu einem Chaos führte. Deshalb wurde der Beginn ab 1934 auf die Mittagszeit vorgezogen und das Abschlussfeuerwerk durch den Abwurf von Hunderten kleiner Fallschirme mit daran befestigten Hakenkreuzfahnen ersetzt. Ein Lichtdom aus rund um den Platz aufgestellten Scheinwerfern, deren Kegel einige Kilometer in den Himmel reichten, sollte die Bevölkerung zusätzlich beeindrucken.
Ab 1935 nahmen Teile der Wehrmacht am Reichserntedankfest teil. Nachdem Adolf Hitler auf der Ehrentribüne die Erntekrone entgegengenommen hatte, folgte auf dem unterhalb des Festplatzes in der Ebene gelegenen Areal ein Manöver fast aller Waffengattungen mit Artillerie, Panzern und Bombenflugzeugen. In Brand geschossen wurde dabei ein eigens von Pionieren errichtetes kleines Dorf, anfangs „Bückedorf“, später verunglimpfend „Meckererdorf“ genannt. Die Wehrmachtsvorführungen mit rund 10.000 Soldaten dauerten 1937 über 60 Minuten. Hierbei wurde auch eine Brückenattrappe über die Weser zerstört.

## Entwicklung
Hameln wurde „zum Nürnberg an der Weser“, zum „Nürnberg des Nordens“ proklamiert. Die „vor Blut- und Bodenkitsch triefende Programmgestaltung“ wurde ab 1935 auch durch Schaukampfdarbietungen der Wehrmacht ergänzt.
- Anfang August 1933 verlautbarte der Landesbauernführer Hartwig von Rheden die Abhaltung eines Reichserntedankfestes auf den Weserwiesen in Hoya
- Anfang August 1933 fiel die Entscheidung des Reichspropagandaministeriums für den Bückeberg als Austragungsort
- Mitte August 1933 war der Beginn der Bauarbeiten am Bückeberg
- 1. Oktober 1933 fand das 1. Reichserntedankfest in den Abendstunden mit etwa 500.000 Teilnehmern statt
- Dezember 1933 erhob Goebbels den Festplatz zur Reichsthingstätte Bückeberg und verkündete den Bückeberg als ständigen Veranstaltungsort
- 30. September 1934 – 2. Reichserntedankfest, ab jetzt in den Mittagsstunden, mit etwa 700.000 Teilnehmern
- 6. Oktober 1935 – 3. Reichserntedankfest ab jetzt mit Wehrmachtsvorführungen, Teilnehmerzahl unbekannt
- 4. Oktober 1936 – 4. Reichserntedankfest, Teilnehmerzahl unbekannt
- 3. Oktober 1937 – 5. Reichserntedankfest mit etwa 1,2 bis 1,3 Millionen Teilnehmern
- 2. Oktober 1938 – geplantes 6. Reichserntedankfest auf dem Bückeberg, abgesagt am 30. September (!) wegen „Inanspruchnahme von Transportmitteln“ zu anderen Zwecken (Verlegung von Wehrmachtsteilen an die Grenze zur Tschechoslowakei, siehe Sudetenkrise)

Die Angaben über Teilnehmerzahlen stammen vom Veranstalter, dem Reichspropagandaministerium, und sind sicher großzügig nach oben gerundet, zeigen aber dennoch den großen Zuspruch, den die Veranstaltung hatte.
Das Fest fand nur insgesamt fünf Mal statt. 1938 wurde es angesichts der Sudetenkrise wegen seiner „Inanspruchnahme von Transportmitteln“ kurzfristig abgesagt, weil die Jubelmassen mit stark verbilligten Sonderzügen herbeigeschafft wurden, die nun zum Transport von Soldaten benötigt wurden. Nach Beginn des Zweiten Weltkriegs am 1. September 1939 war diese Art von Freiluftveranstaltung nicht mehr durchführbar. Ein weiterer Grund für das Nichtfortführen der Feste bestand auch darin, dass die Bevölkerung indoktriniert war und dass das nationalsozialistische Regime in dieser Zeit politisch so gefestigt war, dass es der Zustimmung der Bevölkerung nicht mehr weiterhin bedurfte.

## Aus den Reden Hitlers und Goebbels’
1934 Goebbels begrüßt Hitler:

„Mein Führer! (…) Diese 700.000 deutsche Bauern, mit denen sich in dieser Stunde, durch die Wellen des Äthers verbunden, die ganze deutsche Nation vereinigt, legt Ihnen ihre Huldigung zu Füßen. Sie haben ein Reich der Bauern, Arbeiter und Soldaten wiederaufgerichtet. Wie tief dieses Reich im Herzen des ganzen Volkes befestigt und verankert ist, das konnte Ihnen diese Fahrt von Goslar zum Bückeberg durch bestes deutsches Bauernland zeigen, die einem wahren Triumphzug geglichen hat. (…)“

1935 Hitler:

„(…) Die Vorsehung hat es uns ermöglicht, in diesem Jahr nicht nur wirtschaftlich eine reiche Ernte einzubringen, sie hat uns auch noch mehr gesegnet: Erstanden ist uns wieder die deutsche Wehrmacht. Erstehen wird die deutsche Flotte. Die deutschen Städte und die schönen Dörfer, sie sind geschützt, über ihnen wacht die Kraft der Nation, wacht die Waffe in der Luft. Weit darüber hinaus wollen wir aber noch für eine besondere Ernte danken: Wir wollen in dieser Stunde den Hunderttausenden und Hunderttausenden deutscher Frauen danken, die uns wieder das schönste gegeben haben, das sie uns schenken konnten: viel Hunderttausende kleine Kinder! (…)“

1937 Hitler:

„(…) Ich lasse Ihnen nicht umsonst hier bei jedem Erntedankfest die Übungen der Wehrmacht vorführen. Sie sollen Sie alle erinnern, dass wir hier nicht stehen würden, wenn über uns nicht Schild und Schwert Wache halten würden. (…) Wir haben keine Lust, mit irgend jemandem Händel anzufangen. Aber es soll auch jeder wissen: den Garten, den wir uns bestellt haben, den ernten wir auch allein ab, und niemand soll sich einbilden, jemals in diesen Garten einbrechen zu können! Das können sich die internationalen jüdischen Bolschewistenverbrecher gesagt sein lassen: wo immer sie auch hingehen – an der deutschen Grenze stoßen sie auf ein eisernes Stop! (…)“

## Späterer Umgang mit dem Veranstaltungsgelände
Das Gelände der Reichserntedankfeste blieb seit der letzten Veranstaltung im Jahr 1937 weitgehend ungenutzt. Später wurde die hölzerne Rednertribüne am Fuße des Bückeberges entfernt. In diesem Bereich wurde eine kleinere Fläche des Geländes in die landwirtschaftliche Nutzung einbezogen. Von der Ehrentribüne im oberen Geländebereich blieben die Betonfundamente stehen. Der erhöhte „Führerweg“ ist erhalten geblieben. Nach einem 2001 erfolgten Antrag des örtlichen Historikers Bernhard Gelderblom auf Denkmalschutz erfolgte die Unterschutzstellung 2011. Als sich 2013 das erste Reichserntedankfest von 1933 zum 80. Mal jährte, stand das Gelände im Mittelpunkt des Tags des offenen Denkmals in Niedersachsen. Seit 2016 wurde auf dem früheren Festplatz der Dokumentations- und Lernort Bückeberg geplant, der 2021 eröffnet wurde.

## Archive
- Stadtarchiv Hameln, Bestand 2 Acc. 1 Nr. 1001, Reichserntedanktage auf dem Bückeberg 1934 und 1935.
- Deutsches Rundfunkarchiv Frankfurt/Main in Wiesbaden,
- Bildarchiv des Deutschen Historischen Museums, Berlin
- Landesarchiv Nordrhein-Westfalen Abteilung Ostwestfalen-Lippe